# Almás (Románia)
Almás (románul: Merișor) falu Romániában Kovászna megyében. Közigazgatásilag Szitabodza községhez tartozik.

## Népessége
1977-ben 122 lakójából mindenki románnak vallotta magát.